# Guides du gouverneur de Strasbourg
Les guides du gouverneur de Strasbourg sont une unité de cavalerie française du Premier Empire, créée à l'initiative du maire de Strasbourg en mai 1815 et dissoute à la fin des Cent-Jours.

## Historique

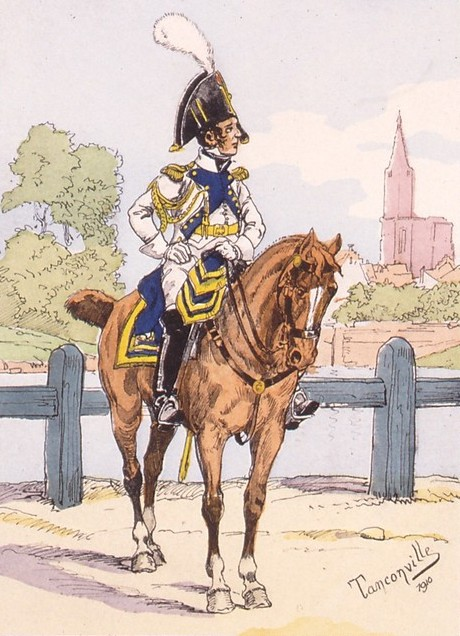
Colonel de la garde d'honneur de Strasbourg en 1809. Illustration d'Henry Ganier-Tanconville, 1910.

Au mois de mai 1815, le maire de Strasbourg arrête la création d'un escadron de cavalerie de la Garde nationale destiné à assurer le service d'ordonnance et d'estafette. Napoléon, exilé sur l'île d'Elbe depuis 1814, est alors de retour en France depuis peu et la ville souhaite manifester, par cette décision, son soutien à l'Empereur. Le recrutement s'effectue chez les citoyens propriétaires de chevaux et parmi les ex-gardes d'honneur de la municipalité.
L'escadron des guides n'est en effet pas le premier corps militaire levé à Strasbourg. Le 15 juin 1805, à la suite d'un décret instituant les « gardes d'honneur locales », est créée la garde d'honneur de Strasbourg, composée majoritairement de notables et de négociants. Dissoute en 1814, ce sont ses anciens membres qui, en 1815, sont rappelés pour constituer le noyau du nouveau corps des guides.
L'unité, qui a rapidement pris le surnom de « guides du gouverneur », est dissoute à la fin des Cent-Jours.

## Uniformes

### Troupe
Un arrêté du maire datant du 23 mai 1815 donne aux guides la possibilité de choisir leur uniforme. Ce dernier est très semblable à celui des guides du maréchal Moncey, avec son colback à flamme surmonté d'un plumet et son habit à plastron avec épaulettes et aiguillette. Une première difficulté surgit au niveau de la distinctive rouge adoptée. La planche de l'illustrateur Job pour les Tenues des troupes de France donne un rouge foncé, que la revue La Giberne indique cramoisi. Piton et Touchemolin, dans leurs ouvrages sur la ville de Strasbourg, ont représenté un rouge cramoisi très clair tendant presque vers le rose. Le commandant Bucquoy écrit à ce propos : « c'est la couleur qu'on trouve sur toutes les collections alsaciennes de petits soldats et que donnent nos planches. J'estime que c'est la seule conforme à la réalité ». Les sources divergent également au sujet des épaulettes. Job, sur sa planche, a dessiné une épaulette de chaque côté — ce que confirme La Giberne —, mais Touchemolin n'en donne qu'une, à gauche, complétée à droite par un trèfle auquel pend l'aiguillette. La grande tenue de la troupe est donnée par un document de la collection Ganier-Tanconville, qui n'est cependant étayé par aucune autre source. Le changement intervient au niveau du plastron, retourné sur sa face interne qui laisse apparaître le rose à la place du bleu.

### Officiers, sous-officiers et trompettes
En grande tenue, les officiers coiffent le colback à flamme habituel, mais surmonté d'un plumet blanc, ce qui n'est pas le cas pour la petite tenue. L'aiguillette blanche et l'habit bleu à plastron rose viennent compléter l'uniforme. Pour la petite tenue, outre la suppression du plumet, l'aiguillette est retirée et le plastron est porté du côté externe, c'est-à-dire en drap bleu. Le trompette en grande tenue, d'après la collection alsacienne Carl, revêt une livrée bleue à distinctions blanches, présentes de chaque côté des boutons de l'habit et sur les manches.
Bucquoy donne encore dans sa série de planches un trompette et un sous-officier du corps. Ces derniers sont copiés sur les types de la collection Würtz que Bucquoy, du fait de leur style Second Empire, considère avec suspicion ; l'absence d'aiguillette sur les deux personnages, les galons tricolores et l'épaulette blanche du trompette sont d'ailleurs en contradiction avec les uniformes précédemment décrits.

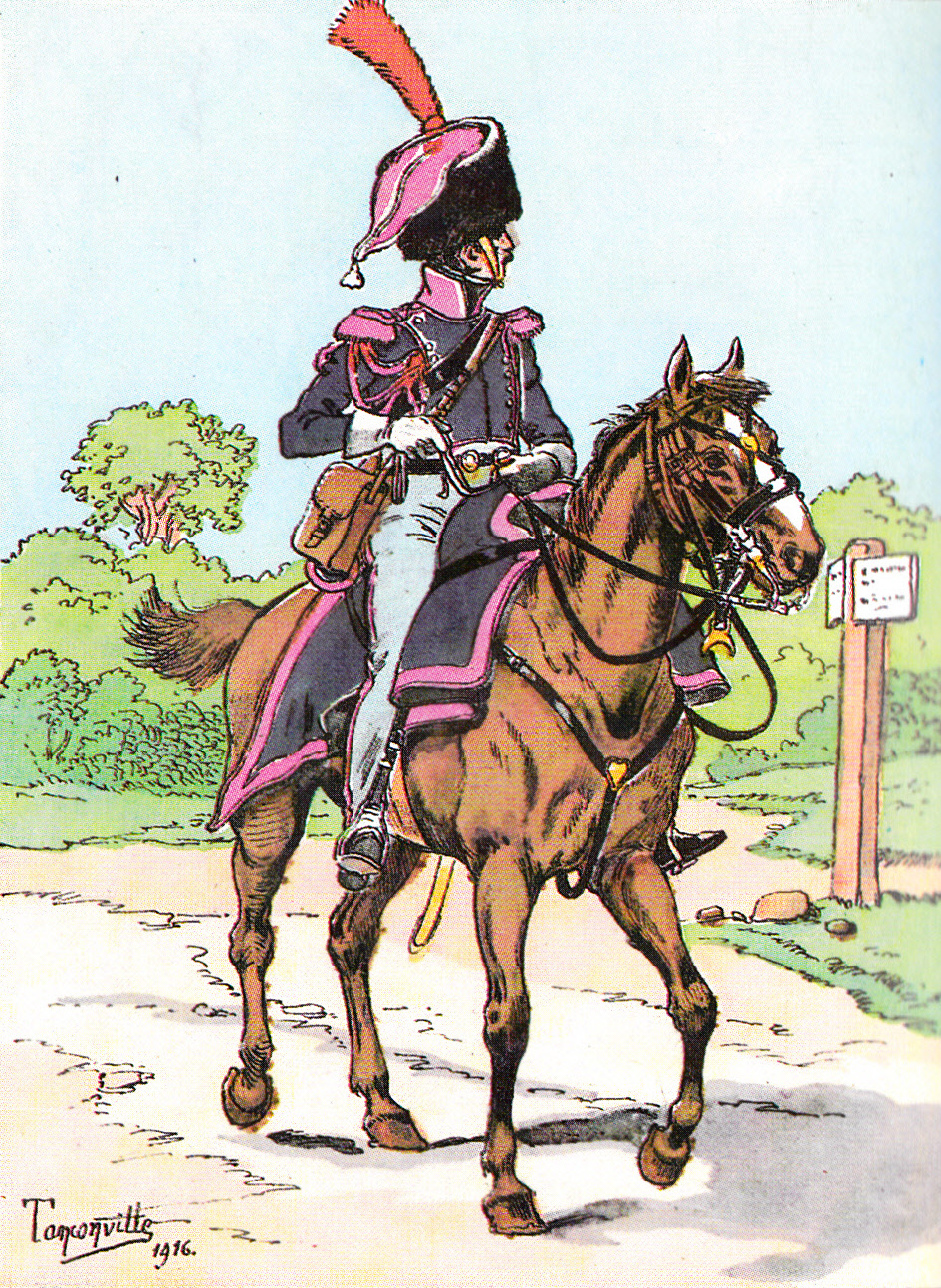
Guide de Strasbourg en tenue de service, 1815.
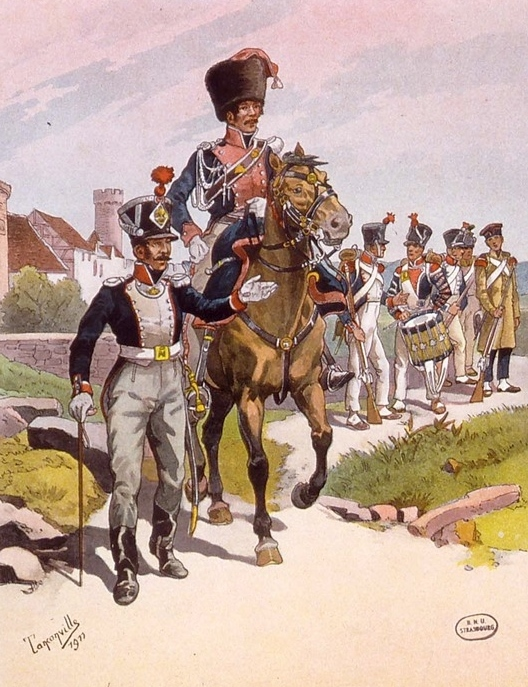
Officier des guides de Strasbourg, à cheval, en compagnie d'un officier de la Garde nationale.
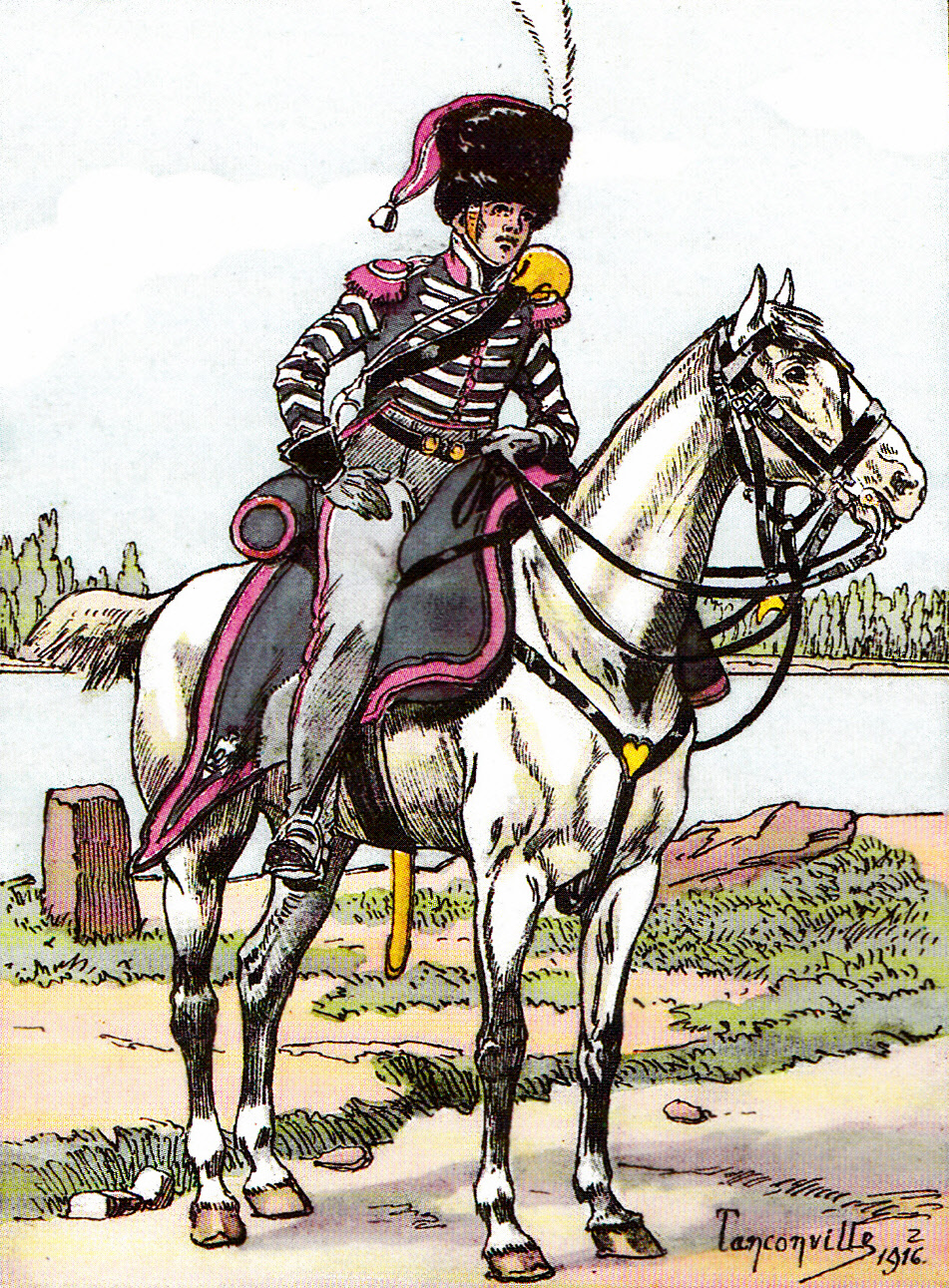
Trompette des guides de Strasbourg en grande tenue, 1815.